# إرفينغ فينكل
إرفينغ فينكل (بالإنجليزية: Irving Finkel) هو عالم إنسان وعالم أشوريات بريطاني، ولد في سبتمبر 1951 في لندن، المملكة المتحدة. يعمل حاليًا كمساعد في قسم النصوص واللغات والثقافات لبلاد الرافدين القديمة في قسم الشرق الأوسط من المتحف البريطاني ، حيث يتخصص في النقوش المسمارية على ألواح الطين من بلاد ما بين النهرين القديمة. 

## وصلات خارجية
- إرفينغ فينكل على موقع ميوزك برينز (الإنجليزية)